# Dirk Wojewsky
Dirk Wojewsky (* 21. Juli 1972 in Winsen) ist ein ehemaliger deutscher Fußballspieler.

## Karriere
Über den Lüneburger SK wechselte Wojewsky im Jahr 1993 in die zweite Mannschaft des Hamburger SV. Zur Saison 1995/96 stieg er in die erste Mannschaft in die Bundesliga auf. Sein Bundesligadebüt gab er am 23. Spieltag bei der 2:0-Auswärtsniederlage gegen Hansa Rostock. Nach nur einem Einsatz in der Bundesliga und 77 in der Regionalliga Nord bzw. Oberliga Nord wechselte er 1996 zurück nach Lüneburg. 1999 wechselte er zum TSV Bardowick, wo er seine Karriere ausklingen ließ.

## Privates
Derzeit ist Wojewsky Geschäftsführer einer Kfz-Werkstatt.